# شیتارا، آیچی
شیتارا، آیچی (به لاتین: Shitara, Aichi) یک منطقهٔ مسکونی در ژاپن است که در بخش کیتاشیتارا، آیچی واقع شده‌است. شیتارا ۲۷۶٫۹۶ کیلومترمربع مساحت و ۵٬۷۴۷ نفر جمعیت دارد.